# Charles Van Woumen
Charles Robert Van Woumen (Beerst, 6 april 1800 - Diksmuide, 18 mei 1869) was een Belgisch senator.

## Levensloop
Hij was een zoon van Louis Van Woumen en van Caroline Van Hille. Hij trouwde met Norbertine De Ruysscher (1793-1869), dochter van de grootgrondbezitter Pierre De Ruysscher, liberaal schepen van Diksmuide. Het echtpaar kreeg drie kinderen.
Van Woumen was suiker- en jeneverfabrikant en was daarnaast ook landbouwer. 
In 1847 werd hij verkozen tot liberaal senator voor het arrondissement Diksmuide en vervulde dit mandaat tot in 1867. Van 1864 tot 1869 was hij ook gemeenteraadslid van Diksmuide.
Na 1860 evolueerde hij naar een gematigd liberalisme dat contrasteerde met het radicale liberalisme van zijn neef Pierre De Breyne. De polemieken waren hevig. Aan Van Woumen werd verweten dat hij alliantie sloot met de katholieke kandidaat voor de kamer, Charles de Coninck de Merckem. Een zoon van hem, Robert Charles Van Woumen (1831-1890), trouwde met Sidonie van Renynghe, dochter van de katholieke volksvertegenwoordiger en burgemeester Charles-Louis Van Renynghe, en ook dat werd als een teken van verraad beschouwd. Dochter Georgine Van Woumen trouwde met Louis Ollevier, later liberaal burgemeester van Veurne.